# Jack Archer (Schauspieler)

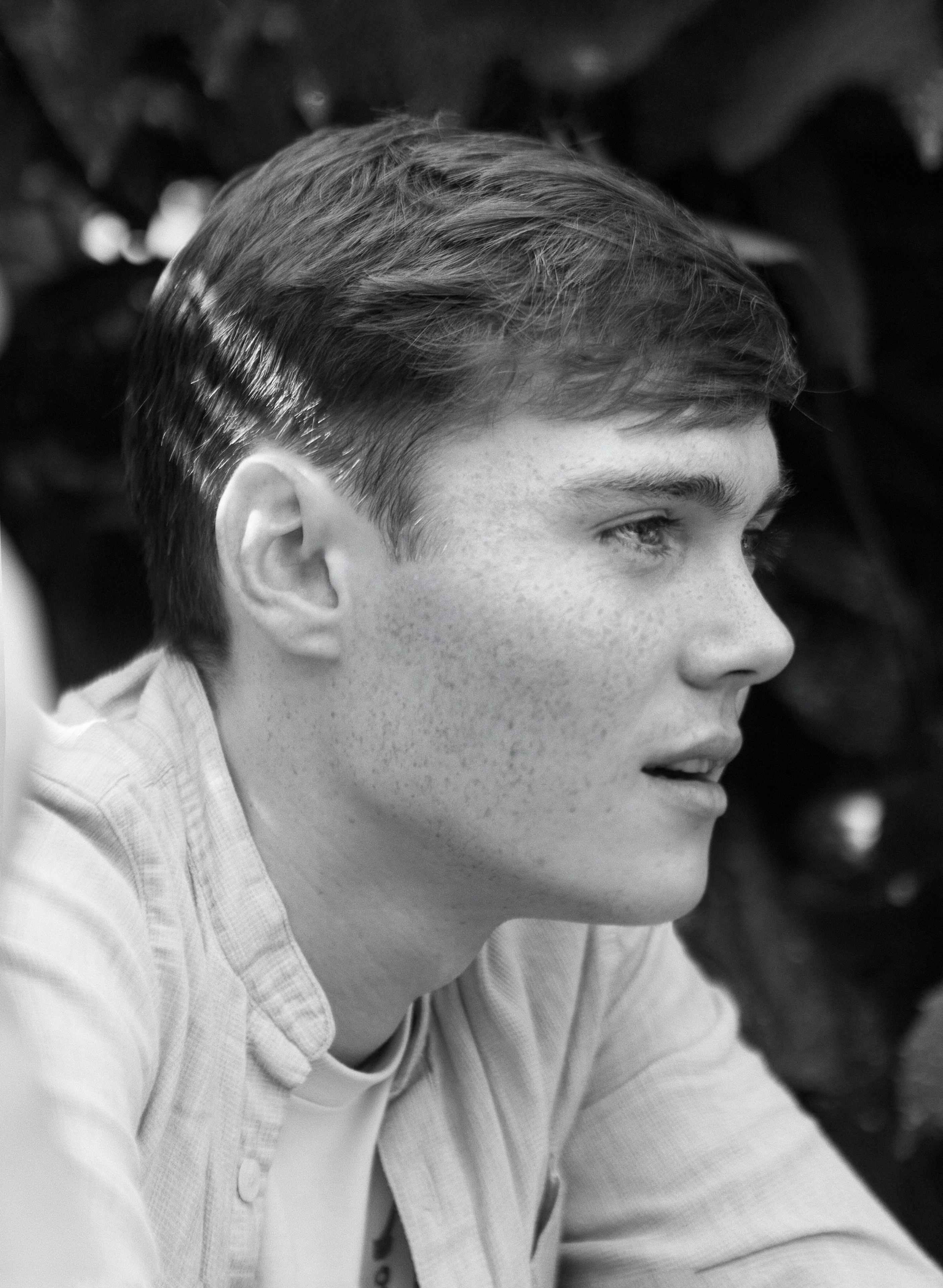
Jack Archer (2023)

Jack Archer ist ein britischer Schauspieler. Am bekanntesten ist er für seine Rollen als Jamie Marshbrook in The Bay, Michael Leeks in Call the Midwife und des Provence in Marie Antoinette, die von Deborah Davis aus The Favourite geschaffen wurde.

## Bildung
Archer besuchte das Royal Welsh College of Music and Drama, wo er sich zum Schauspieler ausbilden ließ.

## Karriere
Archer gab sein Debüt in der Bühnenproduktion Nivelli's War am Lyric Theatre in Belfast, die an das New Victory Theater in New York übertragen wurde. Für seine Leistung in der Hauptrolle Ernst erhielt er eine Nominierung als „Bester Schauspieler“ bei den The Stage Debut Awards. Archer spielte dann Hamilton in der Wiederaufnahme von Quaint Honour am Finborough Theatre, das 1958 schon einmal aufgeführt wurde und für das er ebenfalls eine Nominierung bei den Off West End Theatre Awards als „Bester männlicher Darsteller in einem Stück“ erhielt. 2020 gehörte er zur Hauptbesetzung von Torben Betts’ Monogamy, das im Vereinigten Königreich auf Tournee ging und anschließend im Park Theatre in London aufgeführt wurde. Archer spielte auch in verschiedenen anderen Produktionen in London mit, darunter Confessional im Southwark Playhouse, Blue im Gate Theatre und When The Sea Swallows Us Whole beim The Vault Festival.
Archer gab sein Leinwanddebüt als Jamie Marshbrook in der zweiten Staffel von The Bay auf ITV. Danach spielte er 2021 die Rolle des Joseph in dem Film The Haunting of Alice Bowles, geschrieben und inszeniert von Philip Franks. Als Nächstes trat er als Michael Leeks in der zehnten Staffel von Call the Midwife auf, in einer Geschichte über die Konversionstherapie im Großbritannien der 1960er Jahre. 2022 spielte Archer die Hauptrolle in einer Fernsehadaption des Lebens von Marie Antoinette, die von Deborah Davis geschrieben wurde. Die achtteilige Serie wurde teilweise in Versailles gedreht, von Canal+ und Banijay produziert, und auf BBC, PBS und Disney+ ausgestrahlt. Er spielt die Rolle des Grafen Louis-Stanislas-Xavier von der Provence, der nach der Französischen Revolution Ludwig XVIII. von Frankreich wird. Eine zweite Staffel ist für 2025 geplant.

## Filmografie (Auswahl)
- 2020: The Haunting of Alice Bowles (Spielfilm)
- 2021: The Bay (6 Episoden)
- 2021: Call the Midwife – Ruf des Lebens (Call the Midwife, Episode 10x04)
- 2022–2025: Marie Antoinette (Marie-Antoinette, 16 Episoden)
- 2024: Franklin (Miniserie, 3 Episoden)
- 2025: Virdee (4 Episoden)
- 2025: Lynley (1 Episode)